# Friedrich Heinzerling

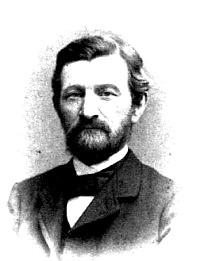
Friedrich Heinzerling

Friedrich Heinzerling (* 15. Dezember 1824 in Großen-Buseck, heute Buseck bei Gießen; † 10. Januar 1906 in Aachen) war ein deutscher Brückenbauingenieur, Hochschullehrer und Rektor der RWTH Aachen.

## Leben und Wirken
Friedrich Heinzerling war ein Sohn von Johann Georg Heinzerling († 1843), Landrichter in Großen-Buseck, und dessen Ehefrau Johannette Amalie Heinzerling geb. Sell (* 1797). Sein Bruder war der Darmstädter Richter und Professor an der Polytechnischen Schule Darmstadt Wilhelm Heinzerling. Nach seinem Abitur im Jahr 1842 studierte er an der Berliner Bauakademie und der Ludwigs-Universität Gießen Naturwissenschaften, Architektur und Ingenieurwesen und absolvierte 1848 seine Fakultätsprüfung im Baufach sowie 1850 die Allgemeine Staatsprüfung im technischen Fach. Anschließend spezialisierte er sich insbesondere auf den Brückenbau.
Aus seiner Gießener Zeit stammt auch eine Serie mit Zeichnungen von Gießener Ansichten, die von Johann Jakob Tanner in Stahl gestochen und mit einem Begleittext von Johann Philipp Dieffenbach 1853 erschienen.
Nach seinen Abschlüssen war er zunächst bis 1856 am Brücken- und Hochbau der Main-Weser-Bahn beteiligt sowie anschließend als Bauleiter des Bahnabschnitts Ingelheim-Bingen der Linksrheinischen Bahnstrecke. Im Jahr 1860 folgte er einen Ruf als Lehrer für Ingenieurfächer an der Gewerbeschule Darmstadt, bevor er dann nach seiner Habilitation ab 1864 eine Professur für Bauingenieurwesen und Ingenieurwissenschaften an der Universität Gießen annahm. Schließlich wechselte Heinzerling am 7. Juli 1870 zur neu gegründeten Königlich Rheinisch-Westphälischen Polytechnischen Schule zu Aachen, wo er zum ordentlichen Professor für Brückenbau und höhere Baukonstruktionen ernannt wurde. Hier blieb er bis zu seiner Emeritierung im Jahr 1905 und leitete zwischenzeitlich als Nachfolger von Gustav Friedrich Herrmann auch die RWTH von 1892 bis 1895 als deren Rektor. Er wurde mit dem Titel eines (königlich preußischen) Geheimen Regierungsrats ausgezeichnet.
Im Westdeutschen Gewerbeblatt des Central-Gewerbe-Vereins für Rheinland, Westfalen und benachbarte Bezirke, zu dessen Gründern er zählt, rief er 1883 – vor dem Maler und Kunstpädagogen Moritz Meurer – dazu auf, den „unerschöpfliche[n] Formenschatz der Pflanzenwelt“ in den bildenden Künsten und Kunstgewerben zu erschließen. In Aachen war Heinzerling Mitbegründer und Vorsitzender des Aachener Gewerbevereins und des Bautechnischen Vereins zu Aachen sowie 1880 Initiator der Erbauung der Schwimmanstalt am Adalbertsteinweg, der heutigen Aachener Osthalle.
Unter anderem auch auf Grund dieser Projekte wurde posthum 1909 in Aachen eine Straße nach ihm benannt, die allerdings im Jahr 1969 in Geschwister-Scholl-Straße umbenannt wurde. Seit 1842 war er Mitglied des Corps Hassia Darmstadt.

## Schriften (Auswahl)
- Ansichten von Giessen und seiner Nachbarschaft. Nach Originalzeichnungen von Fr. Heinzerling, in Stahl gestochen von J. J. Tanner, nebst einem beschreibenden Texte von Prof. Dr. P. Dieffenbach. Emil Roth, Gießen 1853. (Digitalisat, Einzelansichten)
- Die Brücken in Eisen. Baumaterial, technische Entwicklung und statische Berechnung der eisernen Brücken. Spamer, Leipzig 1870; Textarchiv – Internet Archive.
- Beitrag zur Begründung einer allgemeinen Theorie und Systemkunde der Baukonstruktionen. Aachen 1870.
- Grundzüge zur konstruktiven Anordnung und statischen Berechnung der Brücken- und Hochbauten. Aachen 1870–1874.
- Die angreifenden und widerstehenden Kräfte der Brücken- und Hochbau-Constructionen. 2. Auflage. Berlin 1876. (LCCN ltf89-000719)
- (als Bearbeiter): Jacob Anton Mayer: Die Brücken der Gegenwart. 5 Bände, Aachen 1873–1883. (Digitalisat).
- (als Herausgeber): Der Eisenhochbau der Gegenwart. Aachen, 1878 (LCCN 13-017652).
- Die Pflanze in Kunst und Kunstgewerbe. In: Westdeutsches Gewerbeblatt. Organ des Central-Gewerbe-Vereins für Rheinland, Westfalen und benachbarte Bezirke, 10. Mai 1883, 1. Jahrgang, Heft 3, S. 9–12 (ub.uni-koeln.de).
- Aus der Familie Heinzerling. Den Heinzerling’schen Nachkommen gewidmet, zum Christfest 1898. La Ruelle, Aachen 1898 (Digitalisat).
- Denkschrift zum 25jährigen Bestehen der Aktien-Gesellschaft Schwimm-Anstalt am Kaiserplatz von 1880–1905. La Ruelle, Aachen 1905.
- (mit Otto Intze und August Hertwig): Deutsches Normalprofil-Buch für Walzeisen zu Bau- und Schiffbau-Zwecken. Erster [1.] Band. Normalprofile für Walzeisen zu Bauzwecken. 7., verbesserte Auflage. La Ruelle, Aachen 1908.
- Friedrich Heinzerling: Statische Berechnung der Land- und Strompfeiler.: Allgemeine Bauzeitung, Jahrgang 1875 (online bei ANNO).